# Notodasus arenicola
Notodasus arenicola är en ringmaskart som beskrevs av Hartmann-Schröder 1992. Notodasus arenicola ingår i släktet Notodasus och familjen Capitellidae. Inga underarter finns listade i Catalogue of Life.